# Crkva sv. Marka na Svetom Marku
Crkva sv. Marka, rimokatolička crkva na kvarnerskom otoku Svetom Marku, Hrvatska. Podignuta je u razvijenom srednjem vijeku za potrebe posade u mletačkoj tvrđavi na otoku. Iz vremena mletačke vlasti i te crkvice datira novo ime otoka, Sv. Marko, umjesto dotadašnjeg Omiš. Ostatci crkve danas nisu vidljivi.
Mletačka stalna vlast datira od 1480., a od Madridskog mira 1618. nosi otok ime Sv. Marka što se može dovesti u svezu s gradnjom crkvice.